# قطع من أبريل
قطع من أبريل هو فيلم كوميدي درامي أمريكي صدر سنة 2003 كتبه وأخرجه بيتر هيدجيس. عرض الفيلم لأول مرة في مهرجان صاندانس السينمائي. أخذ اسم الفيلم من الأغنية الضاربة في 1972 من قبل ثري دوغ نايت والتي وصلت للمرتبة 19 في بيلبورد هوت 100 وتحمل نفس الاسم. 

## القصة
أبريل بيرنز، الابنة الكبرى في أسرة مختلة للغاية، تعيش في شقة صغيرة على الجانب الشرقي السفلى من مانهاتن مع صديقها بوبي. على الرغم من أنها مبتعدة من عائلتها، إلا أنها تختار دعوتهم لعشاء عيد الشكر، وربما العشاء الأخير لأن والدتها جوي، تعاني من سرطان الثدي.
الفيلم يركز على ثلاث رحلات: آولاً رحلة العائلة الشاقة من الضواحي إلى نيويورك، يتخللها توقف عند متجر دونات كريسبي كريم والحاجة المتكررة لجوي لدخول الحمام والمسكنات لتخفيف آلامها وحوارات العائلة عن خيبة أملهم في أبريل. ثانياً جهود بوبي للبحث عن بدلة رسمية حتى يتمكن من ترك انطباع جيد لدى العائلة. ثالثاً إستعداد أبريل لتحضير الوجبة والكارثة القريبة بعد أن تكتشف أن فرنها مكسور ومع مساعدة من جيرانها إستطاعت إعداد وجبة العشاء. ومن خلال هذه التجربة تعلمت أبريل أهمية الأسرة بينما تصنع بعض الصداقات الجديدة. 

## طاقم التمثيل
- كيتي هولمز بدور أبريل بيرنز، وهي امرأة شابة تعيش بمفردها في مدينة نيويورك، والتي تقرر عقد عشاء شكر لعائلتها في شقتها الصغيرة والردئية، على الرغم من أنها لم تكن على وفاق أبداً معهم.
- ديريك لوك بدور بوبي، حبيب أبريل، الذي هو في علاقة حب معها.
- أوليفر بلات بدور جيم بيرنز، والد أبريل، الذي لديه أمل حقيقي أن أبريل وبقية أفراد الأسرة يمكن أن يحضوا بعشاء شكر لطيف معاً.
- باتريسيا كلاركسون في دور جوي بيرنز، أم أبريل، وهي مريضة جداً بسرطان الثدي، هي مترددة جدا في الذهاب إلى منزل أبريل لأنها كانت غاضبة جداً منها لفترة طويلة.
- أليسون بيل في دور بيث بيرنز شقيقة أبريل الصغرى، التي تشعر بأن العائلة لا ينبغي حتى أن تحاول تناول العشاء مع أبريل، لأن ذلك من شأنه أن يسبب التوتر لأمها.
- جون غالاغر جونيور بدور تيمي بيرنز شقيقة أبريل الأصغر، الذي يحب التقاط الصور لكل ما يجري لعائلته.
- أليس دروموند بدور الجدة دوتي، جدة أبريل ووالدة جوي، والتي هي لطيفة جداً ولكنها تعاني من فقدان ذاكرتها.
- شون هايز بدور واين، الجار الغريب جداً في الطابق العلوي لشقة أبريل الذي يوافق على السماح لها باستخدام الفرن بعد توقف الفرن الخاص بها عن العمل.

## الإستقبال

### شباك التذاكر
حصل الفيلم على ما يقارب 3.2 مليون دولار في جميع أنحاء العالم. 

## وصلات خارجية
- الموقع الرسمي
- قطع من أبريل على موقع IMDb (الإنجليزية)
- قطع من أبريل على موقع ميتاكريتيك (الإنجليزية)
- قطع من أبريل على موقع روتن توميتوز (الإنجليزية)
- قطع من أبريل على موقع نتفليكس (الإنجليزية)
- قطع من أبريل على موقع قاعدة بيانات الأفلام العربية
- قطع من أبريل على موقع ألو سيني (الفرنسية)
- قطع من أبريل على موقع Turner Classic Movies (الإنجليزية)
- قطع من أبريل على موقع أول موفي (الإنجليزية)
- قطع من أبريل على موقع بوكس أوفيس موجو (الإنجليزية)
- قطع من أبريل على موقع فيلمافينيتي (الإسبانية)